# Crisis sísmica de la isla de San Jorge de 1964
La crisis sísmica de la isla de San Jorge de 1964 (en portugués: Crise sísmica dos Rosais) fue una serie de enjambres sísmicos ocurridos en febrero de 1964, que dieron lugar a dos grandes terremotos el 15 y 21 de febrero, que resultaron en la destrucción de la mayoría de las viviendas habitables en la parte occidental de la isla de São Jorge, en el archipiélago de las Azores. El hecho provocó la evacuación de aproximadamente 5.000 habitantes de esa isla a Terceira, Pico y Faial.

## Historia

### Geología
La isla de São Jorge está dividida en dos regiones tectónicas por fracturas tectónicas orientadas de norte-noroeste a sur-sureste, ubicadas a lo largo de un eje entre Norte Pequeño y Calheta (la falla de Ribeira Seca).
La porción noroeste de la isla es la más moderna, compuesta por basalto y rocas intermedias (andesitas) del complejo volcánico Rosais. Esta región también estuvo cubierta por franjas del complejo de Manadas y escombros de las erupciones volcánicas de 1580 y 1808. La primera erupción en 1580 provocó flujos de lava en tres áreas de noroeste a sureste: a lo largo de la Ribeira da Almeida, en Queimada (al sur de Santo Amaro) y entre Ribeira do Nabo y la playa de Cruzes (al oeste de Urzelina).  La segunda erupción, en 1808, resultó en flujos de lava andesita-basáltica en el suroeste del Pico do Pedro, que se extendió hasta Urzelina. 
El Canal São Jorge-Pico que separa las islas de Pico y São Jorge está dividido por fracturas y fallas que se extienden de norte-noroeste a sur-suroeste. El grupo de fallas más septentrional de la isla de São Jorge se extiende desde el Cerrado das Almas hasta el pico de Loiçano.  Pero, la isla está casi dividida por una falla que se extiende desde el promontorio de Rosais hasta justo al norte de Calheta (en el sureste).  El promontorio de Rosais, a una altura de 250-400 metros (820,2-1312,3 pies) sobre el nivel del mar, un área dominada por un área de conos de escoria, siendo el más alto Monte Trigo a 503 metros (1650,3 pies) altitud. Un último grupo de fracturas alineadas con conos de escoria al noroeste de Velas: al sureste hay fallas hacia Pico do Carvão, mientras que al noreste de Velas hay fracturas responsables de la erupción submarina en 1964. 
São Jorge ha tenido una historia de movimientos tectónicos asociados con las fracturas submarinas entre la isla y Pico do Carvão. El más violento de estos hechos ocurrió la noche del 9 de julio de 1757, con epicentro en Fajã dos Vimes. Este evento resultó en deslizamientos de tierra, apertura de fracturas y la destrucción de viviendas en Manadas, matando a una quinta parte de la población, 1000 personas.

### Evento
El evento de febrero de 1964 fue un fenómeno relacionado con una erupción volcánica submarina de 6,5 kilómetros (4 mi) oeste-noroeste del pueblo de Velas, 1000 metros (3280,8 pies) por debajo del nivel del mar.
El 21 de agosto de 1963, se sintieron temblores en el grupo central del archipiélago de las Azores, incluso en el epicentro ubicado en el canal Pico-São Jorge. Este evento provocó daños en un área de 100 kilómetros (62,1 mi) alrededor de Cais do Pico, mientras que los temblores alcanzaron una intensidad de V-VI en la escala de intensidad de Mercalli afectaron las parroquias de Rosais, Santo Amaro y la ciudad de Velas .  Después del 13 de diciembre, los sismógrafos del observatorio de Horta registraron enjambres sísmicos vinculados a una erupción volcánica que continuó hasta enero de 1964, relacionada inicialmente con Capelinhos.  Hubo una pausa después de diciembre. El 29 de enero y el 1 de febrero de 1964 se cortaron dos cables submarinos con el Canal de São Jorge.  El 14 de febrero comenzaron a sentirse temblores volcánicos, pero justo cuando la población había asumido que el enjambre había terminado, el 15 de febrero de 1964, alrededor de las 7:00 a. m., los temblores se reanudaron con un violento terremoto (VII-VIII en la escala de intensidad de Mercalli, registrado en el pueblo de Terreiros), que resultó en la destrucción de viviendas.  Después de este terremoto, en las próximas 24 horas, se sintieron más de 179 temblores (algunos llegaron a VI-VII en la escala de intensidad de Mercalli) y 125 al día siguiente, antes de disminuir. 
En los primeros tres días, el epicentro se situó en medio de São Jorge, en las proximidades de erupciones históricas en Urzelina y Manadas. En un principio, el epicentro se ubicó en Pico do Cabeço y Pico de Maria Pires, entre Urzelina y Toledo, pero luego se extendió al área de Pico da Esperança.  Los temblores alcanzaron un nivel VI ( Fuerte ) en la escala de intensidad de Mercalli, provocando pánico y huida de la ciudadanía a la localidad de Velas: el terremoto afectó las zonas de Urzelina, Manadas, Santo António y Norte Grande, intensificándose hasta el 18 de febrero.  El 18 de febrero, los epicentros migraron hacia el noroeste en dirección a la costa de Rosais, con los temblores más intensos en las zonas de Rosais, Beira, Velas, Santo Amaro, Manadas, Santo António y Norte Grande.  Algunos alcanzaron el nivel VIII en Velas y Rosais, donde muchas de las casas fueron destruidas o se volvieron inhabitables.  Después del 18 de febrero, los enjambres de terremotos de baja intensidad continuaron en el interior, y los más grandes apenas se sintieron en Calheta o Topo. 
Se notó una gran cantidad de temblores que anticiparon el próximo terremoto.
El 21 de febrero, entre las 5:14 p. m. y 5:25 p. m. tres fuertes terremotos destruyeron las viviendas de Rosais y provocaron daños en las viviendas de Toledo, Serroa, Beira y la aldea de Velas . Los choques alcanzaron VIII (Severo) en la escala de intensidad de Mercalli en Velas y Rosais, VI (Fuerte) en Urzelina y Manadas, V (Moderado) en Santo António, Norte Grande, Norte Pequeño y Calheta, y III (Débil) en Topo. La fase más intensa terminó el 24 de febrero, a las 8:45 p. m. Luego de este evento los temblores comenzaron a disminuir en intensidad y frecuencia, y pocos se registraron en la parte occidental de la isla.  Los terremotos variaron: los epicentros en el centro de la isla se situaron aproximadamente a 5 kilómetros (3,1 mi) en profundidad; y otros, cerca de Velas, se ubicaron a 10-20 kilómetros (6,2-12,4 mi) en profundidad. Del mismo modo, los temblores más violentos se sintieron en las islas cercanas a São Jorge.  En total hubo más de 500 réplicas, y el evento terminó el 25 de febrero. 
Cerca de 5.000 personas abandonaron la zona afectada por los terremotos, la mayoría con destino a Calheta; 1000 escaparon por el Canal São Jorge-Pico. Casualmente, después del 15 de febrero de 1964, había comenzado una tormenta y el clima obstaculizó las operaciones de rescate, lo que contribuyó a crear una sensación de pánico entre la población.  Con la falta de información, los constantes temblores y las malas condiciones climáticas contribuyeron a crear un sentimiento generalizado de desastre inminente entre la ciudadanía.  El tiempo tormentoso continuó a lo largo de la semana. Como resultado de los terremotos de los primeros días, hubo una destrucción significativa en la ciudad de Velas y los caseríos circundantes. Aproximadamente 400 casas fueron destruidas, y muchos de los edificios requirieron reparaciones (alrededor de 250 en total).  El número de viviendas dañadas superó las 900 
Lógicamente, los terremotos presupusieron una erupción volcánica submarina; el olor a azufre se observó los días 18, 19 y 20 de febrero en la localidad de Velas, y posteriormente en Rosais, Beira, Santo Amaro y Norte Grande, y fue llevado por el viento hacia el suroeste. Sin embargo, el clima tormentoso hizo imposible ver evidencia.  Mientras tanto, un barco que cruzaba el canal observó la presencia de casquetes blancos en la superficie del agua, indicando, posiblemente, había una pequeña erupción.

## Esfuerzos de ayuda
Debido al pánico general y la falta de ayuda, 5.000 personas fueron evacuadas a las islas de Terceira, Pico y Faial, y fueron alojadas en domicilios locales, en un acto de solidaridad.
La evacuación fue sumamente preocupante, dadas las persistentes tormentas y olas a lo largo del canal entre las islas, donde las olas alcanzaron los 5 metros (16,4 pies), y donde los barcos y los puertos tenían capacidad limitada para transportar a los evacuados. La mayoría de los evacuados fueron transportados a bordo de contenedores de carga internacionales, incluido específicamente el transportista de bandera inglesa Remuera, que viajaba dentro de las Azores en el momento de la crisis.
La falta de equipo de planificación y excavación, hizo que muchos de los pueblos huyeran de sus hogares, abandonaran las posesiones y abandonaran a sus animales domésticos. Aunque muchos regresaron a sus hogares inmediatamente después de los hechos, muchos otros permanecieron en la isla de Terceira, causando problemas sociales y preocupando a los lugareños. Muchos de los evacuados regresaron a la isla a bordo de yates o barcos más pequeños desde Pico (incluidos los históricos barcos Santo Amaro, Espírito Santo y Terra Alta) y el carguero Girão, que normalmente transportaba alimentos entre las islas.
El gobernador civil, Teotónio Machado Pires (hoy recordado con una calle nombrada en su honor), visitó la isla y coordinó las operaciones de socorro.
Las fuerzas estadounidenses estacionadas en Terceira (en el aeródromo de Lajes) proporcionaron tiendas de campaña y equipo de socorro, incluido equipo de comunicaciones y vigilancia aérea. A fines del siglo XX, todavía había cabañas Quonset (cabañas / viviendas semicirculares metálicas), inventadas para su uso en la Segunda Guerra Mundial, que fueron donadas por los estadounidenses para albergar a muchos de los que habían perdido sus hogares.
El gobierno nacional adoptó medidas para iniciar la reconstrucción, que culminó con el Decreto Ley 45/685, de 27 de abril de 1964, que autorizó varias medidas para ayudar a las personas sin hogar.

### Emigración
La falta de fondos/recursos durante la reconstrucción hizo que la emigración fuera la única estrategia de salida para muchos jorgenses. Con la agitación social y económica, particularmente después de la erupción volcánica de Capelinhos, esta era la única solución disponible: lo que resultó en la emigración a los Estados Unidos, incluso cuando el régimen del Estado Novo trató de dirigir la emigración a las colonias africanas.
En este contexto, con el apoyo activo del Estado, se estableció en Angola la colonia de Cela, esencialmente poblada por jorgenses sin hogar. Irónicamente, por el impulso independentista, estos colonos se quedaron sin hogar y regresaron a Portugal continental, o en última instancia a los Estados Unidos.

## Secuelas
El 17 de febrero, el concejo municipal de Velas, bajo la dirección del presidente Duarte Sá, autorizó el análisis de los esfuerzos de socorro y deliberó la creación de una Comisión Central, integrada por el presidente y el vicepresidente, pero también los concejales António Cristiano da Silveira y Manuel da Silva Bettencourt.
La Comisión Central, luego pasó a ser dependencia del gobernador civil, dando como resultado la creación de varias subcomisiones, responsables de:
- Comisión de Transporte (Comissão de Transportes), que incluía a los comandantes de la policía y la guardia fiscal, cuya función era obtener y coordinar el transporte necesario para manejar las operaciones;
- Comisión de Instalación (Comissão de Instalação), integrada por el jefe de operaciones de la Junta Autónoma dos Portos y el presidente de la Junta de Freguesia das Velas, con el objetivo de preparar refugios para la población;
- Comisión de Asistencia Médico-Social (Comissão de Assistência Médico-Social), que incluyó al delegado de Salud y el Proveedor de la Santa Casa da Misericórdia, quienes se encargaron de asistir a las personas que requieren atención médica;
- Comisión de Asistencia ( Comissão de Assistência), guiada por el presidente del consejo administrativo de la Unión Nacional, para ayudar a recolectar, preparar y distribuir alimentos a la población;
- Comisión de Comunicaciones (Comissão de Comunicações ) formada por el Delegado Marítimo y Jefe de la Estación Postal/Telégrafo, quienes eran responsables del mantenimiento de los servicios de comunicación;
- La Comisión Parroquial (Comissões de Freguesia), funciona en cada parroquia, encabezada por el clero, con el objetivo de apoyar directamente a la gente de cada parroquia, estableciendo contacto con la Comisión Central.